# 尖刀蛏
尖刀蛏是属于毛蛏科刀蛏属的一种雙殼貝類，广泛分布于西太平洋沿岸的海滩、滩涂，南至印度尼西亚群岛、马六甲海峡、暹罗湾一带，北至中国广东、福建及浙江沿海，少量分布在印度、缅甸的印度洋沿岸和澳大利亚西北部，其中以福建霞浦县松山街道及沙江镇的福宁湾和东吾洋一带产量最多，当地出产的尖刀蛏俗称剑蛏（霞浦剑蛏）。尖刀蛏是一种味道鲜美的重要海产资源，具有较高的经济价值与食用价值。
尖刀蛏的外壳薄，呈淡黄绿色，体型窄长，与竹蟶科的蛏类均类似。同时，尖刀蛏具有较有力的足部，使其具有一定的迁徙能力。尖刀蛏的水管在觅食时正好能显露于泥滩表面，从而使进入水管的浮泥增多，浮泥随其体内分泌的粘液排出后，可形成螠蟶、蛤仔等不会产生的“巢”，这是尖刀蛏特有的“筑巢”现象。尖刀蛏以过滤海中的浮游生物为食，其食物以硅藻为主，也会食用其他原生生物和动物卵、幼体等。
早在明朝时期，便有史料记载福建、广东沿海地区的渔民通过“种蛏”的方式养殖、采捕蛏，而盛产尖刀蛏的福宁州（行政中心在今霞浦县）“规模最大”；在西方学术历史上，尖刀蛏最早于19世纪中叶被发现于马六甲海峡一带。中华人民共和国成立初期，中国学者发现广东省以及中国南海一带亦有尖刀蛏分布，随着研究的推进，福建沿海的滩涂中同样发现了尖刀蛏的存在。20世纪90年代以来，由于渔民不计后果的大量捕捞和周围环境的变化，中国尖刀蛏数量急剧下降，而福建福宁湾和东吾洋一带作为唯一能形成采捕业的海区，霞浦县相关机构通过对增殖技术的研究，已在濒临福宁湾的沙江镇各村建立了相应的资源保护区，以系统性地保护、采捕之。

## 学名
该物种由19世纪的两位生物学家独立发现并命名，其学名历史上即在这两个名称中选择，分别是：1850年，奥古斯都·古尔德命名的“Cultellus scalprum”；1862年，威廉·邓克尔给出的“Cultellus subellipticus”。

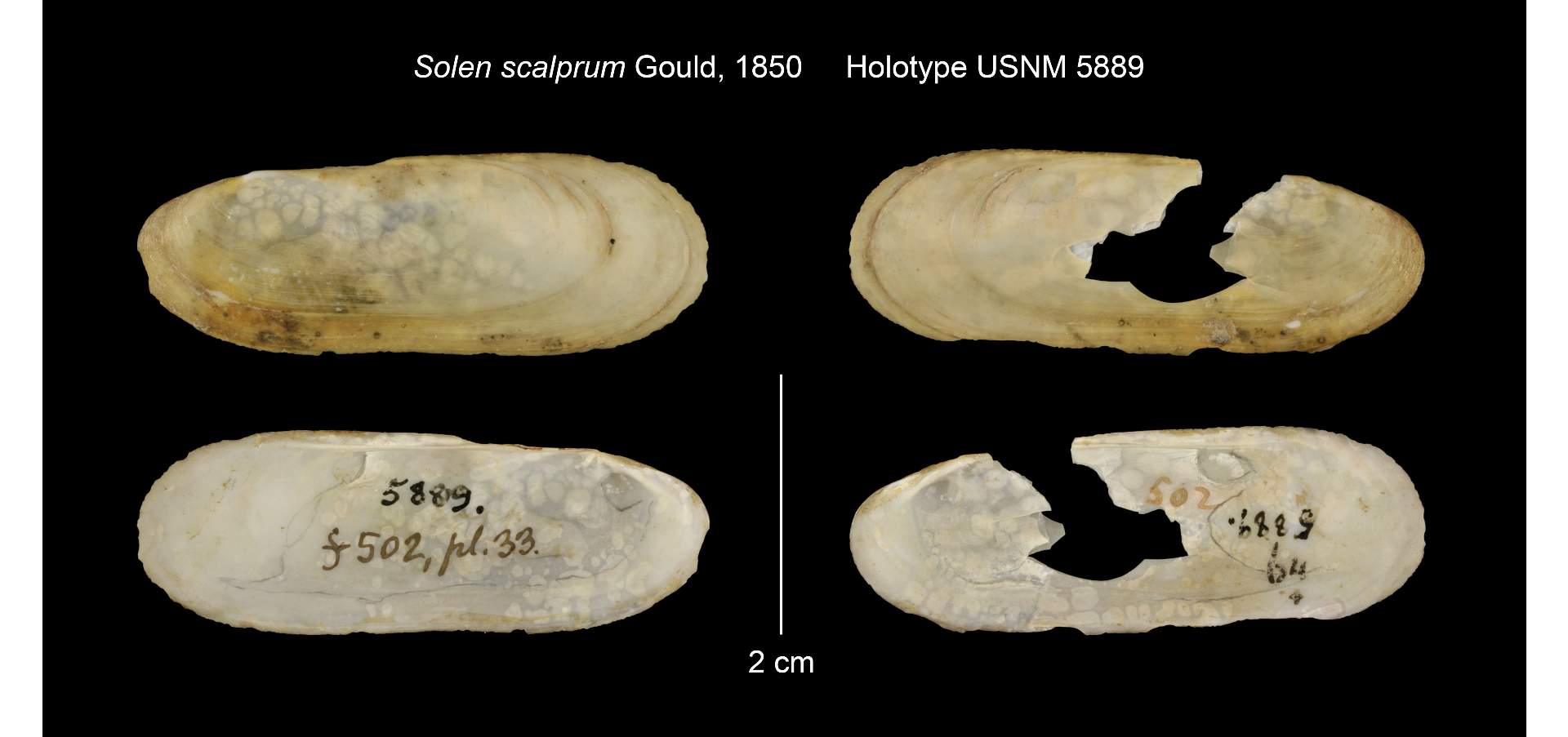
尖刀蛏的模式标本，当时的学名是古尔德最初命名的“Solen scalprum”。

该物种最早被记载于波士顿博物学会会刊，是贝类学家奥古斯都·古尔德于1850年在新加坡发现并命名的。由于其时古尔德认为它是竹蛏属（Solen），便依据其形态将该物种命名为“Solen scalprum”（scalprum意为“骨锉刀”或“手术刀”）。1862年，德国生物学家威廉·邓克尔亦独立发现了该物种并认为它属于刀蛏属（Cultellus），他在伦敦动物学会集刊发表的学术文章中将其命名为“Cultellus subellipticus”，意为“接近于椭圆形”。1897年阿姆斯特丹大学出版的《荷屬東印度物种调查报告》中收录了上述两种学名，将其归为刀蛏属，并以古尔德的命名“Cultellus scalprum”描述它。在其后的很长一段时间内，“Cultellus scalprum”被广泛认可并被采用为该物种的学名，1960年，中国学者张玺在其编纂的《南海的双壳类软体动物》中以此学名将其翻译为中文“尖刀蛏”。
2017年，新加坡国立大学的学者认为古尔德的命名有与其他物种重复之嫌，并表示更支持邓克尔所表述的学名。目前，全球生物物种名录、全球生物多样性信息网络和世界海洋物种目录收录的物种信息中，已将邓克尔的命名标注为该物种的有效学名，而古尔德的命名则改为该物种的异名。在《中国生物物种名录（2024版）》中，该物种的接受学名仍为“Cultellus scalprum”（Gould，1850），在异名处也并未收录Dunker（1862）的“Cultellus subellipticus”，中文名则为“尖刀蛏”，未给出其他别名。

## 演化
尖刀蛏属于竹蛏总科，与同为一属的小刀蛏亲缘关系最近，遗传距离仅约为0.01，与同为毛蛏科的螠蟶亲缘关系较近，遗传距离为0.3578，而与竹蛏科的直线竹蛏遗传距离则为0.3824。
下图列出与尖刀蛏相关的动物系統發生樹：

| 非刀蛏亚科                        | 剑蛏属、豆蛏属、螠蛏属等                                                                                                 |
|                                   | 剑蛏属、豆蛏属、螠蛏属等                                                                                                 |
| 刀蛏属 Cultellus Schumacher, 1817 | \| \| 小刀蛏 Cultellus attenuatus Dunker, 1862 \| \| \| \| \| \| 尖刀蛏 Cultellus subellipticus Dunker, 1862 \| \| \| \| |
|                                   | \| \| 小刀蛏 Cultellus attenuatus Dunker, 1862 \| \| \| \| \| \| 尖刀蛏 Cultellus subellipticus Dunker, 1862 \| \| \| \| |
|                                   | 小刀蛏 Cultellus attenuatus Dunker, 1862                                                                                 |
|                                   | |
|                                   | 尖刀蛏 Cultellus subellipticus Dunker, 1862                                                                              |
|                                   | |

|  | 小刀蛏 Cultellus attenuatus Dunker, 1862    |
|  |                                             |
|  | 尖刀蛏 Cultellus subellipticus Dunker, 1862 |
|  |                                             |

| 非刀蛏亚科                        | 剑蛏属、豆蛏属、螠蛏属等                                                                                                 |
|                                   | 剑蛏属、豆蛏属、螠蛏属等                                                                                                 |
| 刀蛏属 Cultellus Schumacher, 1817 | \| \| 小刀蛏 Cultellus attenuatus Dunker, 1862 \| \| \| \| \| \| 尖刀蛏 Cultellus subellipticus Dunker, 1862 \| \| \| \| |
|                                   | \| \| 小刀蛏 Cultellus attenuatus Dunker, 1862 \| \| \| \| \| \| 尖刀蛏 Cultellus subellipticus Dunker, 1862 \| \| \| \| |
|                                   | 小刀蛏 Cultellus attenuatus Dunker, 1862                                                                                 |
|                                   | |
|                                   | 尖刀蛏 Cultellus subellipticus Dunker, 1862                                                                              |
|                                   | |

|  | 小刀蛏 Cultellus attenuatus Dunker, 1862    |
|  |                                             |
|  | 尖刀蛏 Cultellus subellipticus Dunker, 1862 |
|  |                                             |

| 非刀蛏亚科                        | 剑蛏属、豆蛏属、螠蛏属等                                                                                                 |
|                                   | 剑蛏属、豆蛏属、螠蛏属等                                                                                                 |
| 刀蛏属 Cultellus Schumacher, 1817 | \| \| 小刀蛏 Cultellus attenuatus Dunker, 1862 \| \| \| \| \| \| 尖刀蛏 Cultellus subellipticus Dunker, 1862 \| \| \| \| |
|                                   | \| \| 小刀蛏 Cultellus attenuatus Dunker, 1862 \| \| \| \| \| \| 尖刀蛏 Cultellus subellipticus Dunker, 1862 \| \| \| \| |
|                                   | 小刀蛏 Cultellus attenuatus Dunker, 1862                                                                                 |
|                                   | |
|                                   | 尖刀蛏 Cultellus subellipticus Dunker, 1862                                                                              |
|                                   | |

|  | 小刀蛏 Cultellus attenuatus Dunker, 1862    |
|  |                                             |
|  | 尖刀蛏 Cultellus subellipticus Dunker, 1862 |
|  |                                             |

| 非刀蛏亚科                        | 剑蛏属、豆蛏属、螠蛏属等                                                                                                 |
|                                   | 剑蛏属、豆蛏属、螠蛏属等                                                                                                 |
| 刀蛏属 Cultellus Schumacher, 1817 | \| \| 小刀蛏 Cultellus attenuatus Dunker, 1862 \| \| \| \| \| \| 尖刀蛏 Cultellus subellipticus Dunker, 1862 \| \| \| \| |
|                                   | \| \| 小刀蛏 Cultellus attenuatus Dunker, 1862 \| \| \| \| \| \| 尖刀蛏 Cultellus subellipticus Dunker, 1862 \| \| \| \| |
|                                   | 小刀蛏 Cultellus attenuatus Dunker, 1862                                                                                 |
|                                   | |
|                                   | 尖刀蛏 Cultellus subellipticus Dunker, 1862                                                                              |
|                                   | |

|  | 小刀蛏 Cultellus attenuatus Dunker, 1862    |
|  |                                             |
|  | 尖刀蛏 Cultellus subellipticus Dunker, 1862 |
|  |                                             |

## 分布

### 研究历史
在最早的考证中，尖刀蛏被发现于东南亚的热带沿海地区，分布在爪哇岛的泗水、諫義里，奥古斯都·古尔德在1852年美国政府出版的《软体动物与贝壳－第12卷》（由查尔斯·威尔克斯领导的美国探险远征队编纂）上记载其出现于新加坡，J·安德森（J Anderson）则在马六甲海峡和丹老群岛的格丹岛发现过尖刀蛏。尖刀蛏还曾在印度的金奈和沿岸的恩努尔沙洲，以及澳大利亚布鲁姆所在的罗布湾被观测到。
而在中国沿海，尖刀蛏早在明清时期就已成为食用贝类，民国时期的《霞浦县志》称“沙塘村泥埕产剑蛏”，且在其他地区没有产出（“他乡无有也”）:城市志·25。1960年，中华人民共和国学者张玺在他的著述中提到尖刀蛏分布在中国南海一带，1964年张玺、黄修明等人报导尖刀蛏为“印度—西太平洋热带种”，东南亚一带和中国的广东沿海也有该物种，分布北界在汕头附近。1966年，蔡英亚在福建沿海的漳浦、厦门、罗源、霞浦均有采集到尖刀蛏。20世纪80年代起，中国大陆的学者对尖刀蛏的研究越来越多，除福建沿岸外，浙江温州的苍南、平阳先后均采集到了尖刀蛏。

### 分布地域
尖刀蛏大致分布在亚热带和热带地区，中国福建的福宁湾、泉州湾、兴化湾、东山湾；三都岛、厦门岛和平潭岛以及福清、莆田沿海一带均有尖刀蛏分布，闽浙交界的沿浦湾（苍南县云亭村）、浙江的鳌江入海口亦有采集到。而中国之外，东南亚地区的越南东部沿海、泰国湾、马六甲海峡、印尼群岛、印度金奈沿岸以及西澳大利亚布鲁姆的罗布湾等地均有分布。在中国沿海的尖刀蛏分布中，栖息密度最高的地区是福建福宁湾的沙塘里村，20世纪80年代时最高可达13个每立方米；20世纪90年代，有学者将位于福宁湾（福建省东冲半岛的东北侧海域）的尖刀蛏采样移植到原本尖刀蛏产量鲜少的东吾洋海区（位于东冲半岛西南），1997年底，东吾洋一带也发现了大面积的尖刀蛏分布区，为当地带去了较大的经济、生态效益。

## 特征

### 外形
尖刀蛏的外壳较薄，据民国版《霞浦县志》记载，尖刀蛏整体呈现银白色:物产志·19，外壁呈淡黄绿色，可能因磨损而有一定的白色（但不会像螠蛏那样明显）；内壁呈略有光泽的粉白色，体型窄，身体相对竹蛏更短，侧面较扁平，躯壳长、宽、高的比值为5.5：1.9：1，相同的左右两壳合拢于腹缘。两端呈圆形，前端略呈锥形，比后端开口大，足部从前端开口伸出，长度略大于体长的一半，外部包被着具有触手的外套膜，侧面看形似斧状，自底部看去则类似长椭圆形的船底。进、出水管从后端开口伸出，长度约为体长的四分之一，略向背侧倾斜，靠背侧的为出水管，相比于出水管要更粗、更短，与同属一科的小荚蛏相比，尖刀蛏的壳更长一些，而与同属的小刀蛏相比，尖刀蛏与之区别的主要特征是它的后端要大于前端。

### 个体生长及种群结构
尖刀蛏有以壳顶为中心的生长纹，前端紧而后端疏。尖刀蛏体长与体重的生长发育均符合冯·贝塔郎非提出的个体成长模型，理论值体长极限8.736厘米，体重极限为21.7564克。一年内有两个月份生长速度最为缓慢从而形成年轮（分别生于2月和8月），每形成两个年轮的单位时间正好为一周年，根据周年划分年龄段，可将尖刀蛏分为Ⅰ龄、Ⅱ龄和Ⅲ龄。尖刀蛏种群以Ⅰ龄和Ⅱ龄的个体为主，自然状态下分别约占据种群总量的40%和50%，共占总体的90%以上，Ⅲ龄及以上个体总量仅占总量的7.84%，而Ⅰ龄时的尖刀蛏即达到性成熟阶段并能继续生长，其平均衰老拐点（体重生长速度由正转负，进入高龄衰老阶段的年龄拐点）为4.29龄，故种群总体处于增长状态。下表列出不同年龄组的生长相关数据：
| 年龄段 | 平均体长 （厘米） | 相对增长值 （厘米） | 相对增长率 （%） | 平均体重 （克） | 相对增长值 （克） | 相对增长率 （%） |
| ------ | ----------------- | ------------------- | ---------------- | --------------- | ----------------- | ---------------- |
| Ⅰ龄    | 3.20              | 3.26                | 100              | 1.09            | 1.09              | 100              |
| Ⅱ龄    | 4.30              | 1.10                | 34.4             | 2.65            | 1.56              | 143.1            |
| Ⅲ龄    | 5.34              | 1.04                | 32.5             | 5.25            | 2.60              | 238.5            |

## 生态

### 生活环境

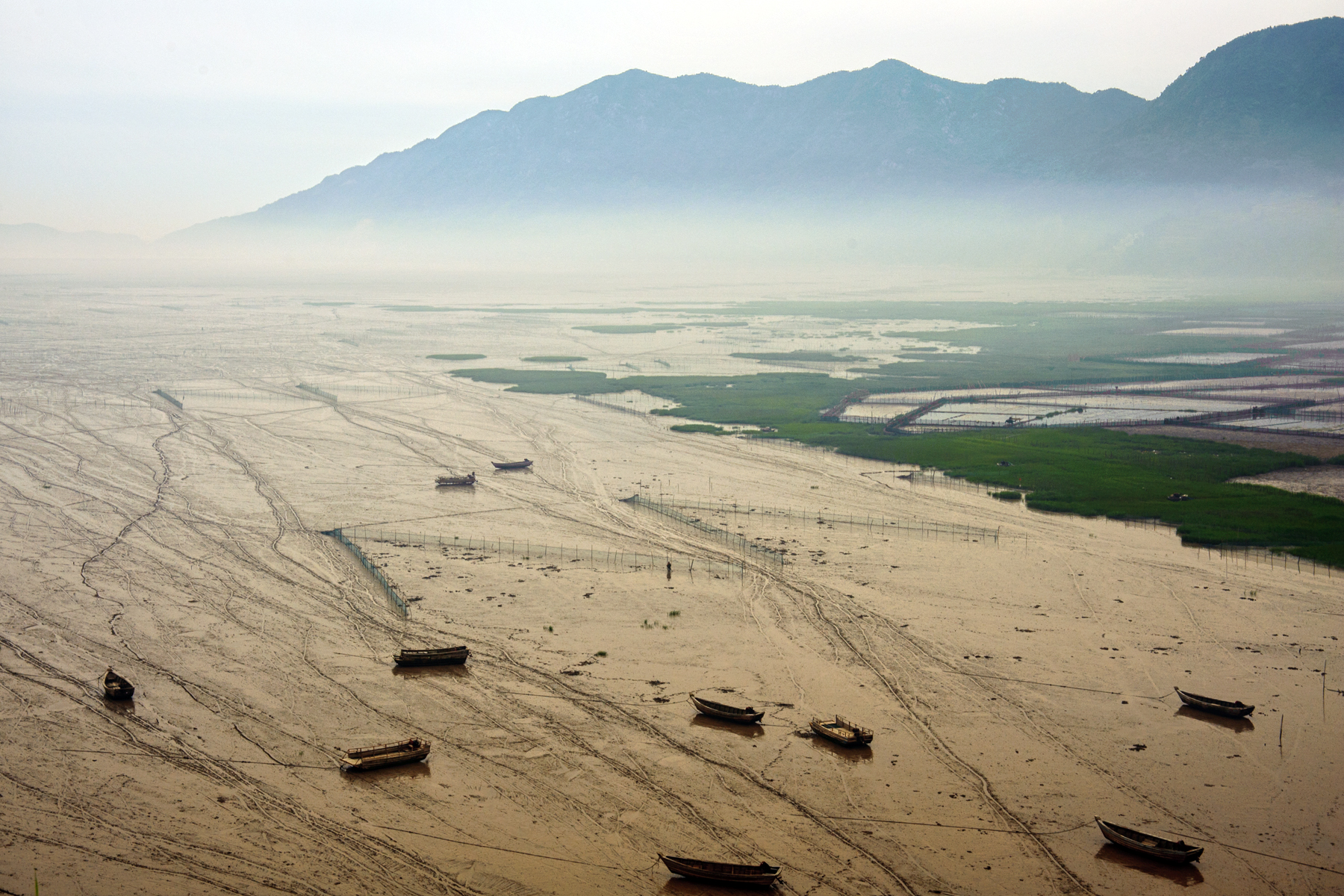
位于福建省霞浦县沙塘里村的滩涂，尖刀蛏、螠蛏等生物喜好在此生活

尖刀蛏适温、适盐范围广，一般栖息于潮间带的中潮区（约占60%）、低潮区和潮下带浅海。尖刀蛏喜好生活在黏土质粉砂和黏土砂质粉砂的环境中，占将近九成，也可以生活在泥沙混合底质的环境中，在这些底质内营穴居生活，人工实验结果则表明生活在软泥底质的尖刀蛏成活率最高，而比起硬泥底质的环境，尖刀蛏更适应沙底质。尖刀蛏可适应的温度与鹽度范围均较为广泛。其存活温度范围为10—30℃，而最适生长温度范围为26—30℃；其存活适宜盐度介于18‰—26‰之间，最适生长盐度为22‰，此时存活率达到95%，盐度为18‰时幼贝生长速度最快。
尖刀蛏所居住的穴居的凿挖深度约10—25厘米，依靠其强度较大的足部与身体配合往下凿钻，凿穴过程需要约半分钟至一分钟。若所居的自然或人工环境长时间没有更新（如水、食物），尖刀蛏则会开始以“转滩”的形式迁徙，先将身体自巢穴中上升露出泥表，再通过匍匐移动或依靠水管喷水及贝壳开合的反作用力向其他地方移动，而正在迁徙或迁徙完成的尖刀蛏以匍匐的方式转滩时在泥沙上所留下的弯曲痕迹则很容易使其被采捕者发现而找到。
尖刀蛏还有独特的“筑巢”现象，其长居的栖息地一般为滩涂，表面水质非常浑浊，在觅食时，较短的水管正好能显露于泥滩表面，从而使进入水管的浮泥增多，浮泥随其体内产生的废料以及分泌的粘液排出后，会沉积在尖刀蛏的巢穴附近，形成一种椭圆形、质地较硬的“巢”，而进水管较长的荚蛏、螠蛏则较少吸收浮泥，故不会形成类似的巢穴。虽然尖刀蛏的巢一般来说在泥泞的表面不易被肉眼发现，但用手触摸时很容易就能感受到，这样的特性同样会成为采捕者寻找尖刀蛏的方法之一。

### 食性

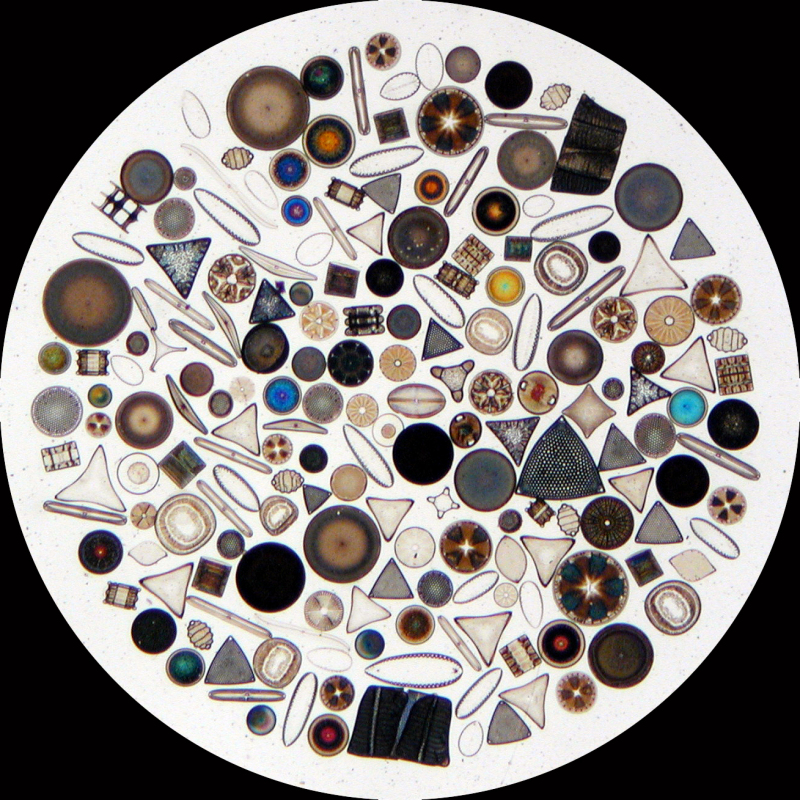
尖刀蛏的最主要食物——硅藻

与大多数贝类相同，尖刀蛏是滤食性动物，以过滤海水中的浮游生物为食，依照其胃、肠含物的成分分析，其主要的食物为底栖性和底层性硅藻，也会极少地食用蓝藻、黄藻、原生动物、动物卵及有机碎屑等，占其总食量的不到10%；尖刀蛏对食物有一定的选择性，某些海区内比例偏低的藻类在其胃内比例较高，如小环藻、双菱藻等。在福宁湾海区，硅藻在当地浮游生物总量中占绝大多数，在此生活的尖刀蛏对硅藻的消化能力也非常高，胃中消化率最高的菱形藻破碎细胞与完整细胞比例为1.88:1，而直链藻及細胞壁较厚的藻类则难以消化，在其直肠部仍能观测到少量完整的硅藻细胞。实验表明，尖刀蛏最喜食球等鞭金藻，若综合考虑藻类的培养成本，最适宜尖刀蛏的饵料为牟氏角毛藻。

### 繁衍
尖刀蛏一般为雌雄異體，雌性数量略高于雄性，有5%左右的尖刀蛏会在4月一6月和9月间转变为雌雄同體，亦有少量尖刀蛏会发生自雌性到雄性的性转变。尖刀蛏的生殖能力很强，雌性个体一年有两次产卵期，分别在5月下旬至6月、9月下旬至10月，而同科的竹蛏、螠蛏一年内只有一次产卵期。因其较强的生殖能力，加之近年利用技术对其进行系统性养殖，尖刀蛏在历年被大量采捕的情况下，依旧在福宁湾海区保持了较高的产量。

## 食用价值
据霞浦县志记载，剑蛏（尖刀蛏）“形细似糠，味俱清淡”:城市志·25，一般家常可使用一般食用蛏类的烹调方法进行烹饪，例如清蒸、爆炒、生腌、盐焗等做法均可。此外，尖刀蛏作为蛏类的一种，蛏肉、蛏壳均可以入药，中医典籍记载蛏类“（肉）甘、温、无毒”，有补虚清热的功效。

科学分析也表明，尖刀蛏具有较高的食用价值，营养价值高、肉质鲜美且具有保健价值。尖刀蛏含肉率高达60.3%，鲜肉中含水84.21%，粗蛋白含量10.85%，粗脂肪含量1.31%，灰分含量1.71%，含有7种人体必需氨基酸（占氨基酸总量的37.3%）和10种非必需氨基酸，而决定食品味道鲜美程度的4种氨基酸（谷氨酸、天冬氨酸、甘氨酸和丙氨酸）则占总氨基酸的39.9%。尖刀蛏脂肪含量低、组成较为齐全，不饱和脂肪酸和饱和脂肪酸比例为3.08:1。这些关于食用、营养价值的数据同样表明了尖刀蛏在开发利用方面具有的较高价值。

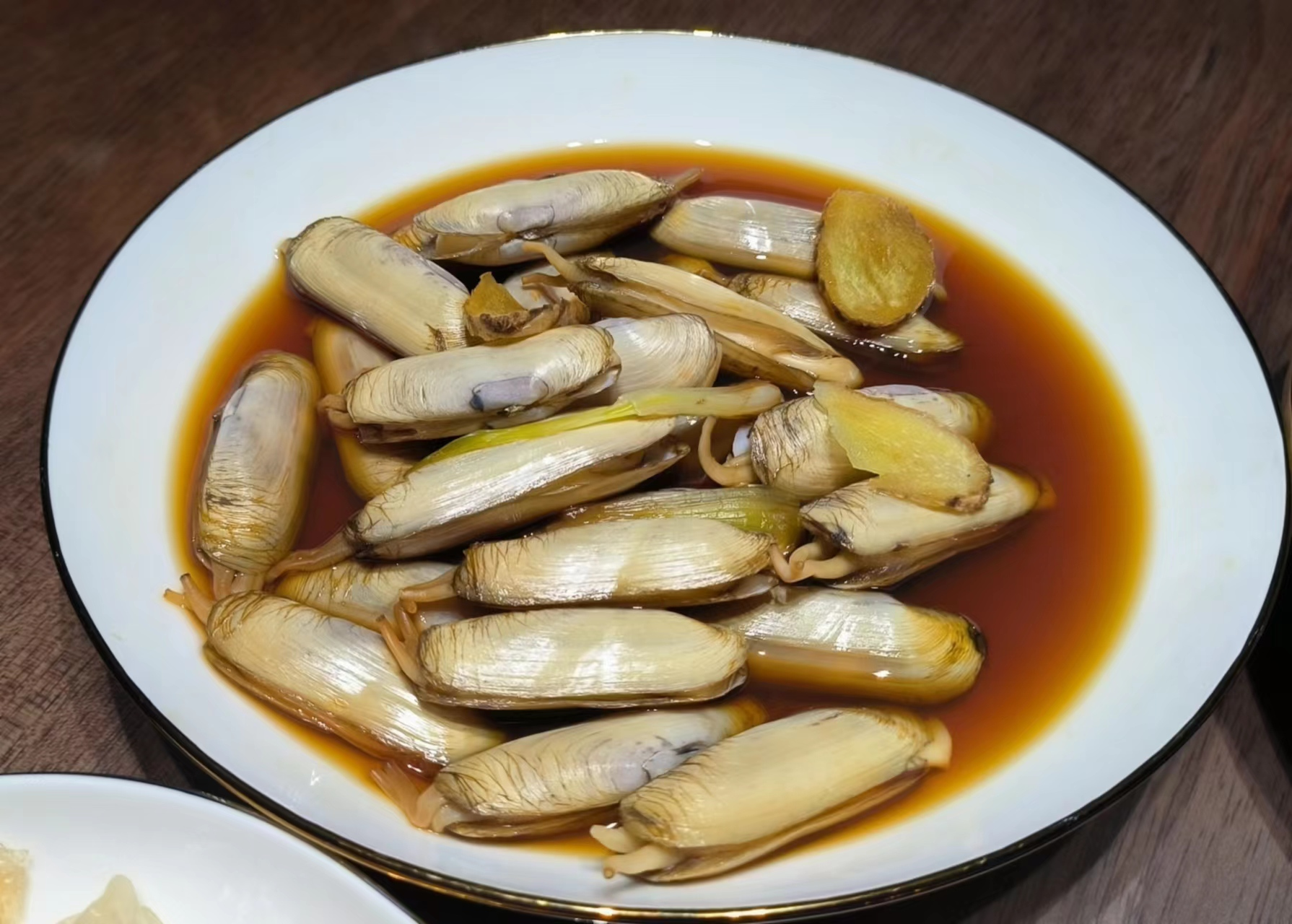
清蒸尖刀蛏
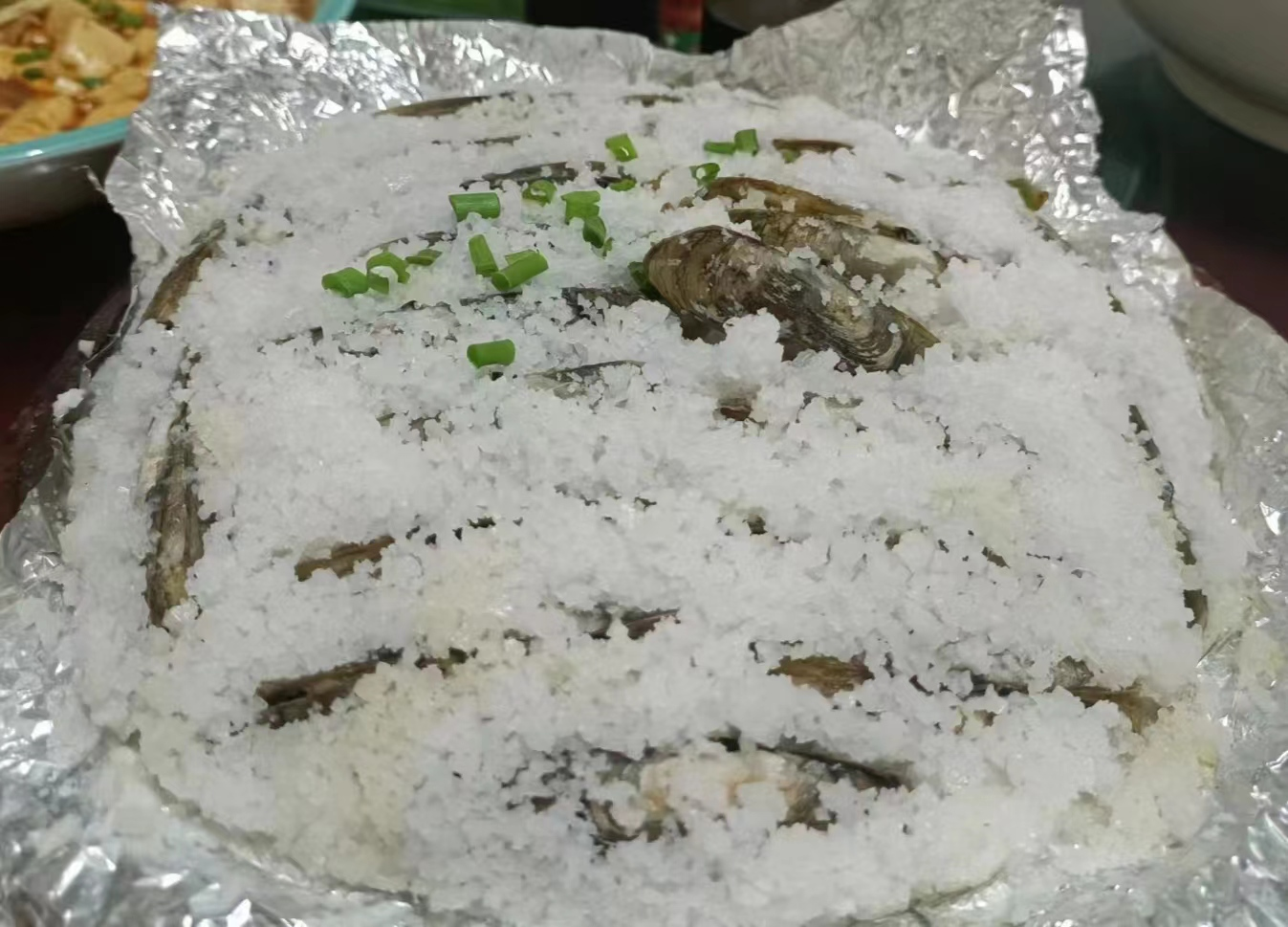
铁板盐焗尖刀蛏